# Divisão N.º 11 (Manitoba)
A Divisão N.º 11 é uma das vinte e três divisões do censo da província de Manitoba no Canadá. A maior cidade de Manitoba, Winnipeg é a capital e compreende a maior parte dessa divisão. A população da área até o censo de 2006 era de 636.177 habitantes. A base econômica da região é muito diversificada, abrangendo a produção financeira, manufatura, transporte, alimentos e bebidas, varejo e turismo.